# Parque La Hondonada
El Parque La Hondonada o también llamado Parque Intercomunal La Hondonada es un parque urbano ubicado en la comuna de Cerro Navia por la Avenida José Joaquín Pérez en el sector norponiente del Gran Santiago. Dentro de sus principales accesos, se encuentra circunvalado por las avenidas José Joaquín Pérez y La Estrella.

## Etimología
El nombre de La Hondonada hace referencia a que corresponde a un terreno con una depresión geográfica natural, lo que lo hace más «hondo» que el que lo rodea. 

## Historia
La construcción del parque surgió como una iniciativa del programa gubernamental del Ministerio de Vivienda y Urbanismo, «Plan Chile Área Verde», que tuvo como objetivo incrementar la cantidad de parques urbanos en las comunas con la menor cantidad de áreas verdes en sus espacios públicos. Fue el proyecto de mayor tamaño al interior de la Región Metropolitana, en las dos comunas con menor cantidad de áreas verdes por kilómetro cuadrado de la capital chilena. En 2014 comenzó la primera de seis etapas para la construcción del parque, iniciando las labores de limpieza, especialmente debido a que se estaba convirtiendo en un vertedero de basura clandestino, además de emparejar lo accidentando del terreno, dándole uniformidad pero manteniendo el hundido característico del sector.

## Componentes
En un espacio de 26 hectáreas en la comuna de Cerro Navia, el parque fue diseñado como un lugar al aire libre multifuncional, albergando canchas y multicanchas deportivas de fútbol, futbolito y básquetbol, plazas con diferentes temáticas y jardines, zonas de pícnic, un anfiteatro, un parque de patinaje, juegos infantiles, una explanada para eventos, ciclovías, baños públicos, estacionamientos de vehículos, etc. Asimismo, cuenta con un sistema de captación de agua de lluvias para evitar anegamientos en las calles aledañas durante el invierno, además de puentes peatonales por sobre donde pasan el caudal de agua. Adicionalmente, fueron instalados centros de acopio para el reciclaje, además de iluminación led, en concordancia a las políticas públicas nacionales de eficiencia energética y ecología.

## Entorno
En los alrededores del parque se está desarrollando un polo inmobiliario con nuevos proyectos de casas y edificios de departamentos.